# Francesco Antonio Winspeare
Francesco Antonio Winspeare (Portici, 1783 – Napoli, 1870), è stato un militare e politico, ministro della guerra del Regno delle Due Sicilie durante l'invasione garibaldina.

## Biografia
Appartenente alla nobile famiglia napoletana dei Winspeare e fratello del giureconsulto, avvocato e filosofo Davide, entrò giovanissimo alla Scuola militare Nunziatella di Napoli. Entrato a far parte dell'Esercito delle Due Sicilie, vi ricoprì incarichi a responsabilità crescente, tra cui il comando della Nunziatella e quello della gendarmeria,  arrivando al grado di tenente generale.
Chiamato a ricoprire l'incarico di Ministro della guerra dal re Francesco II di Borbone nel 1860 in occasione dell'invasione del Regno delle Due Sicilie da parte delle truppe garibaldine prima, e di quelle piemontesi poi, fu protagonista delle ultime fasi di vita del regno. Fu sostituito nell'incarico di ministro dal generale Giosuè Ritucci.

## Discendenza
Dalla moglie Raimonda Riccardi ebbe undici figli. Tra questi, il primogenito Antonio (1819 - Vienna, 1873), fu diplomatico a Vienna e Berlino per Francesco II. Un altro figlio Davide (Napoli, 1830 - Cannes, 1905) entrò alla Nunziatella nel 1839 e quindi nell'esercito delle Due Sicilie. Con il grado di maggiore partecipò valorosamente all'assedio di Gaeta. Nominato da Francesco II di Borbone cavaliere dell'Ordine Costantiniano di S. Giorgio per l'eroico comportamento, alla caduta del regno preferì l'esilio in Russia, dove partecipò col grado di tenente generale alla Campagna del Caucaso. Trasferito nella guardia imperiale, diviene aiutante di campo del granduca Michail Nikolaevič Romanov (quartogenito di Nicola I e fratello di Alessandro II).